# Kalakamati
Kalakamati est une ville du Botswana située à l'est du pays.